# 伊勢市立豊浜東小学校
伊勢市立豊浜東小学校（いせしりつとよはまひがししょうがっこう）は、三重県伊勢市東豊浜町にある公立小学校。

## 概要
- 校地面積：8,530m2
- 構成
  - 校舎：3階建、面積 2,236m2
  - 運動場：面積 5,073m2
  - 体育館
  - プール

## 沿革
- 1875年（明治8年）12月 - 土路、西条、樫原に各学校を創設する。
- 1884年（明治17年） - 土路、西条、樫原が合併して鼎里小学校を設置する。
- 1901年（明治34年） - 勤成小学校と合併し、豊浜尋常小学校となる。
- 1909年（明治42年） - 現在地に分教場を設ける。
- 1930年（昭和5年）1月20日 - 東・西二校に分離し、豊浜東尋常高等小学校となる。1月20日を創立記念日とする。
- 1932年（昭和7年）9月 - 豊浜村東尋常高等小学校と改称する。
- 1941年（昭和16年）4月 - 国民学校令の施行に伴い、豊浜村東国民学校と改称する。
- 1947年（昭和22年）4月 - 学校教育法の施行に伴い、豊浜村立東小学校と改称する。
- 1955年（昭和30年）1月 - 豊浜村が伊勢市に編入されたのに伴い、伊勢市立豊浜東小学校と改称する。
- 1959年（昭和34年）9月 - 伊勢湾台風により、校舎に大被害を受ける。
- 1977年（昭和52年）3月12日 - 防音校舎の完工式を挙行する。
- 1986年（昭和61年）3月 - 体育館の完工式を挙行する。
- 1990年（平成2年）8月 - プールを新設する。
- 2005年（平成17年）4月 - 3学期制から2学期制に移行する。

## 学校区
- 東豊浜町（土路、西条）
- 樫原町

## 周辺
- 伊勢市立豊浜東幼稚園（2008年度から休園中）
- JA伊勢 豊浜支店豊浜東
- 豊浜郵便局

## 交通アクセス
- 国道23号線 宮川大橋東詰から約2.6km
- 近鉄山田線 小俣駅より約3.5km、徒歩約42分
- 三重交通バス 伊勢市駅・宇治山田駅より「土路（どろ）」行き乗車、「西条口」バス停下車、徒歩約1分